# Yezoceryx ferrugineus
Yezoceryx ferrugineus là một loài tò vò trong họ Ichneumonidae.